# Марко Марчевски
Марко Марчевски (псевдоним на Марко Маринов Марков) е български писател, публицист и преводач. Известен като автор на детско-юношески партизански, приключенско-фантастични произведения и народни приказки.

## Биография
Марко Марчевски е роден на 1 октомври 1898 г. в балканското село Ма̀рча (днес квартал на Дряново), откъдето идва псевдонимът му. Той е първото от 3-те деца в семейството. Има 2 по-малки братя – Рашко и Ганчо. Учи в гимназията в Дряново.
След завършването на училището заминава за София. Сътрудничи с хумористични стихове на вестници и списания: „Българан“, „К’во да е“ (1918), „Поглед“, „Свят“, „Ехо“, „Село“ и „РЛФ“. Като новобранец участва във Владайското въстание.
След Първата световна война е в София и се сближава с Цанко Церковски, Георги Бакалов, Антон Страшимиров, Христо Смирненски, Христо Ясенов, Николай Хрелков, Крум Пенев, Людмил Стоянов, Гьончо Белев и др. През 1923 г. заедно с Николай Хрелков и Стефан Мокрев издава литературния седмичен вестник „Възход“. Във втория и третия брой поместват статиите на Гео Милев, с които авторът призовава писателите да отразяват грозната действителност. „Възход“ е спрян от полицията.
Марко Марчевски и Николай Хрелков замислят новото литературно списание „Пламък“. Марко Марчевски е издател на списанието, за главен редактор се назначава Гео Милев, а членове на редколегията стават Марко Марчевски, Николай Хрелков, Христо Ясенов и Антон Страшимиров. В края на януари 1924 г. излиза първият брой на списание „Пламък“. След третия брой Антон Страшимиров официално напуска списанието, защото не е съгласен с острия политически тон на Гео Милев. Той смята, че така дейността на списанието и на сътрудниците се поставя в опасност. Така и става. След поместването на поемата на Гео Милев „Септември“ списанието е спряно от полицията. Като издател на списанието „Пламък“ Марко Марчевски е арестуван и осъден на 1 година строг тъмничен затвор с лишаване от граждански права за 3 години.
По пътя за Хасковския затвор успява да избяга и преминава нелегално в Гърция. Там е заловен и интерниран в концлагер на остров Самос, по-късно на остров Сирос, работи на корабите.
През септември 1925 г. нелегално отива в Съветския съюз, където живее до 1934 година като политически емигрант. Работи като журналист в Ленинградската редакция на в. „Вечерняя красная газета“. След това като редактор в Държавното издателство за национални малцинства, секция „Българска литература“ в Харков. Завършва филологическия факултет на Харковския университет и става аспирант по история на съветската литература. Чете лекции по българска литература в Харковския държавен журналистически институт „Шевченко“. Издава книги на български език за местни българи, в които описва борбите срещу османското владичество и живота в България. Някои от тях се превеждат на руски и украински език. Става член на Съюза на украинските писатели.
След амнистията се завръща в България през 1934 г. Арестуван, попада в Дирекцията на полицията и на разпит при полицая Гешев вследствие на побой загубва 70 % от слуха си. От въпросите, задавани му при разпита, разбира, че Гешев получава информация направо от КГБ в Москва. Излязъл на свобода, редактира в. „Известия“, сътрудничи с разкази, репортажи и статии на сп. „Звезда“, сп. „Нова литература“, в. „РЛФ“, „Литературен преглед“, „Ехо“, „Поглед“, „Щит“, „Вик“.
През 1936 г. посещава отново за кратко време СССР и разбира, че жена му и детето му са затворени в лагери.
След повторното си завръщане в България публикува превода си на „Разораната целина“, съветски пропаганден роман за колективизацията от Михаил Шолохов. На няколко пъти е арестуван, а в края на април 1937 г. е интерниран в Смолян, но на 15 май поради амнистията го пускат. През 1938 г. издава „Руско-български речник“; „Малка философско – научна енциклопедия“ (1939); „Малка литературна енциклопедия“ (в 2 тома, I изд. – 1939, II изд. -1940); „Практично ръководство за лесно изучаване на руски език“ (1940) и др. На 18 септември 1941 г. е изпратен в концлагер „Кръстополе“ („Еникьой“), от там в „Свети Кирик“. След освобождаването му на 17 октомври 1943 г. минава в нелегалност.
След 9 септември 1944 г. работи като редактор в разни периодични издания и издателства: сп. „Весело Другарче“ (1944), в. „Лост“ (1946), издателство „Народна младеж“ (1947 – 1948), сп. „Септември“ (1952 – 1954). Сътрудничи на сп. „Българо-съветска дружба“, „Пламък“, „Септември“, „Дружинка“, „Славейче“, в. „Септемврийче“, всекидневния печат.
Доцент е по история на руската класическа и съветска литература във ВИТИЗ „Кръстьо Сарафов“ (1951 – 1962). В Съюза на българските писатели завежда отдел „Детска литература“.
Известни са неговите детско-юношески произведения „Сините скали“ (1948), „Героите на Белица“ (1950), „Митко Палаузов“ (1951), „Остров Тамбукту“ (1955 – 1957, в 3 т.), „Народни приказки“ и др.
Превежда творби на М. Шолохов, В. В. Иванов, М. Горки, И. Илф и Е. Петров, А. П. Гайдар, Ж. Верн, Х. Бичър Стоу и др.